# Фельдман, Давид (филателист)

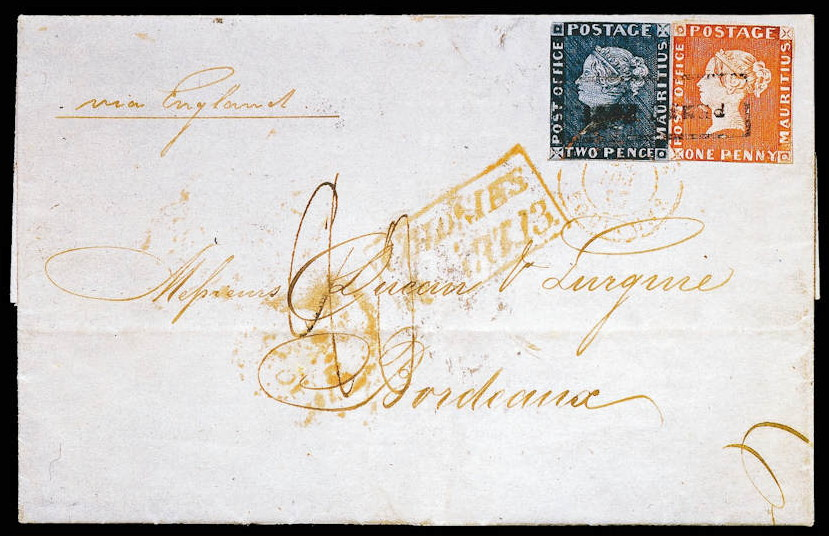
«Бордоское письмо» с «розовым» и «голубым Маврикием» — первыми почтовыми марками Маврикия, проданный Канаи в 1988 году. В последний раз был продан на аукционе Фельдмана за швейцарских франков в 1993 году

Давид Фельдман (англ. David Feldman; род. в 1947, Дублин, Ирландия) — профессиональный филателист, аукционист и автор. Свой первый филателистический аукцион провёл в 1967 году. Является почётным председателем базирующейся в Женеве аукционной компании David Feldman SA, через которую он добился рекордных цен на некоторые из самых известных в мире почтовых марок.

## Биография

### Ранние годы
Ранние годы жизни Давида Фельдмана прошли в Дублине (Ирландия), где он в восьмилетнем возрасте организовал обмен почтовыми марками с одноклассниками. В 1958 году это занятие привело к созданию «Филателистического клуба Трилистник» (The Shamrock Stamp Club), бизнес по продаже почтовых марок по заказу с доставкой по почте, который рекламировался в комиксах о Микки Маусе. Он специализировался по почтовым маркам Ирландии; первый специализированный каталог почтовых марок «Почтовые марки Ирландии», дебютировал в 1964 году, а в 1967 году он провел свой первый специализированный аукцион по продаже ирландских почтовых марок, который состоялся 10 февраля в Дублине. Когда в 1968 году был опубликован «Справочник по ирландской филателии» («Handbook of Irish Philately»), Фельдман подарил экземпляр книги Президенту Ирландии Имону де Валера.
К 1970-м годам играющий на повышение филателистический рынок привёл к значительному росту цен на почтовые марки, причем настолько, что Фельдман заявляет: «Вы просто не могли получить достаточно марок для продажи». В этот период он учредил компанию David Feldman Ltd. («Давид Фельдман Лтд.»), стал аукционистом и филателистическим автором и публиковал ирландское филателистическое издание DF Newsletter («ДФ Ньюслеттер») наряду с другими специализированными книгами. Также он способствовал проведению трёх открытых филателистических выставок в Дублине, прежде чем стать председателем первой ирландской национальной филателистической выставки «Стампа 1972». Давид Фельдман был членом Филателистического консультативного комитета при ирландском министерстве почт и телеграфов в 1975—1981 годах, вместе с Робсоном Лоу и другими известными филателистами.

### Швейцарский период

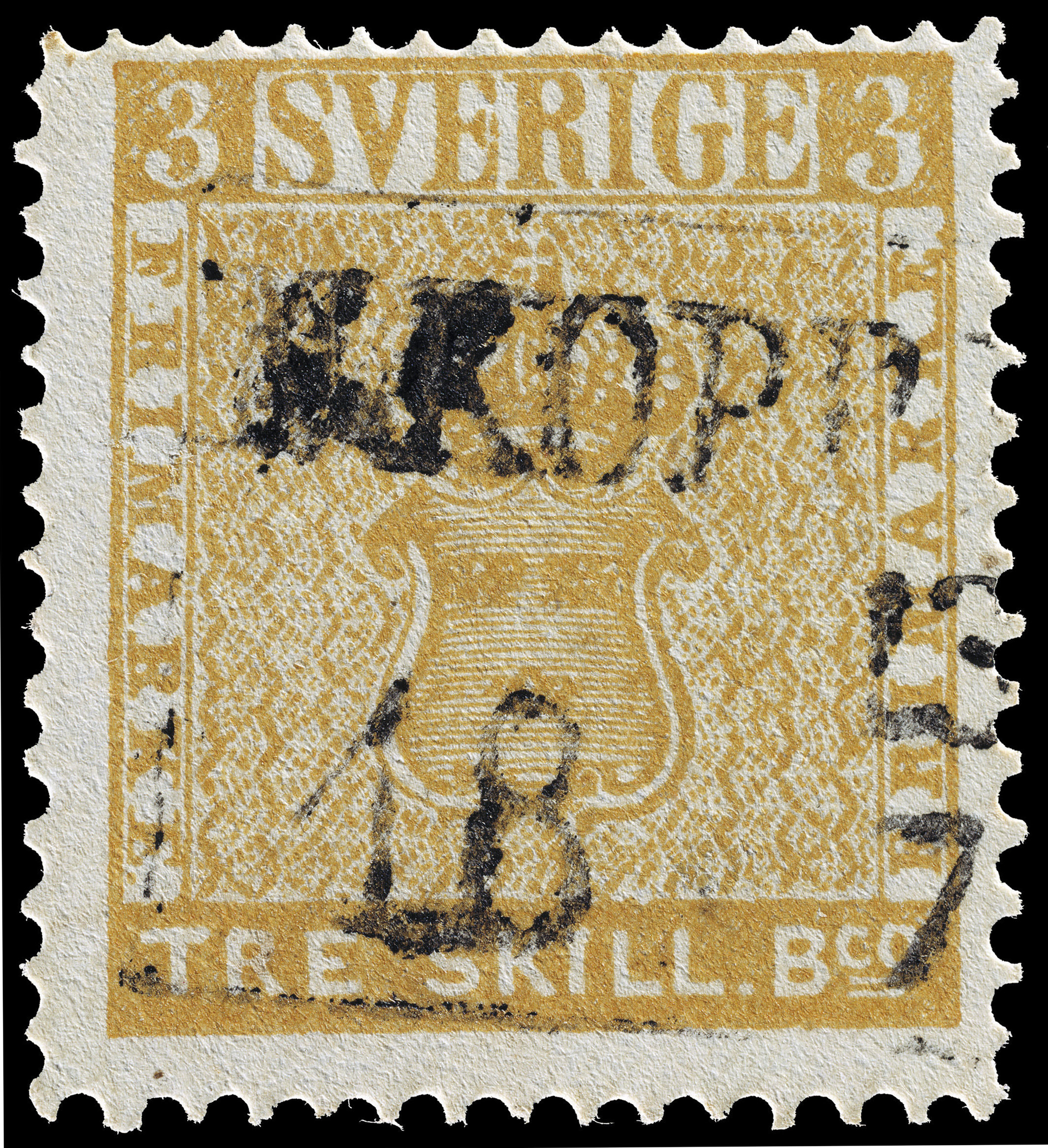
Проданный по рекордной в мире цене «Жёлтый трёхскиллинговик»: реализован Фельдманом с аукциона за 2,3 миллиона долларов США в 1996 году

Позднее встретив девушку-швейцарку, которая была на велосипедном отдыхе в Ирландии, Фельдман в 1973 году переехал в Швейцарию и через год они поженились. С тех пор он продолжал работать филателистическим аукционистом и издателем, учредив новый аукционный бизнес и проведя свой первый аукцион в 1976 году. Некоторые рекордные цены, которых добился Давид Фельдман, были получены за шведский «Жёлтый трёхскиллинговик» (2,2 миллиона долларов США в 1996 году), за что его фотография появилась в Книге рекордов Гиннесса, за Синий двухпенсовик Маврикия (1,4 млн долл. в 1993 году) и $1 миллион долларов за почтмейстерский провизорий Голубая Александрия в 1981 году.
В 1987 году Фельдман вместе с экс-президентом аукционного дома «Кристис» Гезой фон Габсбургом и другими лицами учредил фирму «Габсбург Фельдман СА» (Habsburg Feldman SA). Базирующаяся в Женеве (Швейцария), фирма провела крупные аукционные торги картинами, часами, ювелирными изделиями и произведениями искусства в стиле арт-деко, арт-нуво и другими в центрах по всему миру. Будучи, по оценкам, третьим по величине в мире аукционным домом [по объему продаж], фирма установила мировые рекорды, продав часы «Ле Калибр» марки «Патек Филипп» за 5 миллионов швейцарских франков и «Ля Рубарб», изделие из стекла работы Галле за 1,5 млн швейцарских франков в 1988 году. Фельдман также установил новый рекорд для картины кисти Марка Шагала, продав её за 4,62 миллиона долларов США в том же году. В 1990 году Фельдман ушёл из компании из-за расхождений во мнениях со своими соратниками по поводу стратегии развития бизнеса.
В 1993 году Фельдман продал на аукционе «бордоское письмо» — конверт, на котором наклеены первые марки Маврикия 1847 года — оранжево-красная номиналом в 1 пенни и синяя номиналом в 2 пенни. Этот уникальный конверт принёс выручку в 6 175 000 швейцарских франков, включая все комиссии, что является самой высокой ценой, когда-либо уплаченная за филателистические материалы. Фельдман также продал уникальный шведский Жёлтый трёхскиллинговик 1855 года на аукционе в 1996 году по цене, которая на тот момент была самой высокой ценой, когда-либо уплаченной за одну почтовую марку, и которую затмила в 2014 году продажа Британской Гвианы.
В мае 2003 года Фельдман продал на аукционе одну из своих личных коллекций — «The 'Emerald' Collection of Destination Mail of the World» («Изумрудная коллекция адресованных почтовых отправлений мира»), содержащую почтовые отправления в Ирландию и из Ирландии периода 1714—1913 годов, которую он собирал в течение около сорока лет.
В 2008 году Фельдман объединил свою компанию с группой Feldman Frey Philatelic Group («Фельдман Фрей Филателик Груп»), возглавляемой цюрихским юристом, банкиром и филантропом Маркусом Фреем (Markus Frey). К 2012 году Фельдман передал все свои финансовые доли в компании группе Фрей и нынешнему её руководству, и стал почётным председателем.

### «Айзелуортская Мона Лиза»
В 2004 году Элизабет Мейер поручила Фельдману провести исследование, научное и медицинское обследование принадлежащей ей картины, получившей известность как «Айзелуортская Мона Лиза». В 2010 году он учредил вместе с доктором Маркусом Фреем и доктором Даниэлем Колером «Фонд Моны Лизы», некоммерческую организацию, которая вобрала в себя десятилетия предшествующих исследований этой картины и провела новые экспертизы, научные тесты и физические обследования. Эта работа привела к публикации 320-страничного тома «Mona Lisa — Leonardo’s Earlier Version» («Мона Лиза — ранняя версия Леонардо»), опубликованного в 2012 году. Однако о точном статусе картины по-прежнему спорят искусствоведы.

## Семья
В 1974 году Давид Фельдман женился на швейцарке Фабьен Маркарт (Fabienne Marquart), сейчас пара разведена. У них шесть детей, за четырьмя мальчиками последовали две девочки (удочерённые сёстры-тайки) Амиэль Дэвид (род. в 1979), Джоэл (род. в 1981), Бенджамин Боаз (род. в 1984), Рубен Габриэль (род. в 1986), Нали (род. в 1987), Крития (род. в 1989).

## Почётные звания и награды
В 1997 году Давид Фельдман был удостоен чести поставить свою подпись под «Ирландским списком выдающихся филателистов» (Irish Roll of Distinguished Philatelists) за поддержку и вклад в ирландскую филателию.

## Избранные труды
- Feldman D. Handbook of Irish Philately (англ.). — Dublin, Ireland: David Feldman Ltd & the Dolman Press Ltd, 1968.
- Feldman D. Stamps of Ireland, Price List (англ.). — Dublin, Ireland: David Feldman Ltd, 1970.
- Feldman D. Ireland – Railway Letter Stamps – Price List (англ.). — Dublin, Ireland: David Feldman Ltd, 1973.
- Feldman D. The Revenue Stamps of Ireland (англ.). — Dublin, Ireland: David Feldman Ltd, 1975.
- Feldman D. Stamps of Ireland, Illustrated Catalogue (англ.). — Dublin, Ireland: David Feldman Ltd, 1974.
- Feldman D., Kane W. Handbook of Irish Postal History to 1840 (англ.). — David Feldman Ltd, Dublin, Ireland, 1975. — ISBN 0-9502619-1-2.
- Feldman D. Stamps of Ireland, Illustrated Catalogue (англ.). — Dublin, Ireland: David Feldman Ltd, 1976.